# Rhodoneura disjuncta
Rhodoneura disjuncta is een vlinder uit de familie venstervlekjes (Thyrididae). De wetenschappelijke naam van deze soort is voor het eerst geldig gepubliceerd in 1929 door Gaede.
De soort komt voor in tropisch Afrika.